# Мурзакматов, Акун
Аку́н Мурзакма́тов (кирг. Акун Мурзакматов; 1914 год, село Кайирма — 1996 год, село Кайирма, Жумгальский район, Нарынская область) — чабан колхоза имени Ленина Джумгальского района Тянь-Шаньской области, Киргизская ССР. Герой Социалистического Труда (1958).

## Биография
Родился в 1914 году в крестьянской семье в селе Кайирма.
С 1936 года трудился полеводом в колхозе имени Ленина Джумгальского района.
Участвовал в Великой Отечественной войне. После демобилизации возвратился в родной колхоз, где с 1946 по 1974 года работал чабаном.
В 1956 году вырастил 117 ягнят от каждой сотни овцематок и настриг в среднем по 4 килограмма с каждой овцы. Указом Президиума Верховного Совета СССР от 16 октября 1958 года удостоен звания Героя Социалистического Труда с вручением ордена Ленина и золотой медали «Серп и Молот».
С 1969 года - персональный пенсионер союзного значения. После выхода на пенсию в 1974 году проживал в родном селе, где скончался в 1996 году.